# DVD-R

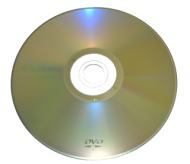
Foto d'un disc DVD-R

DVD-R és un format de DVD enregistrable. El DVD-R fou desenvolupat per l'empresa japonesa Pioneer l'any 1997. Volia ser al DVD el que el CD-R és al CD, un format de DVD enregistrable i prou acceptat com per esdevenir un estàndard. Com a tal va ser sancionat pel DVD Forum en contraposició al DVD+R, promogut per la DVD+RW Alliance. La capacitat d'emmagatzemament d'un DVD-R és de 4,700,372,992 bytes (4,7 GB) els d'una sola cara o de 8.547.991.552 bytes (8,54 GB) els de doble cara, també coneguts pel seu nom en anglès.
Un disc DVD-RW és un disc òptic regravable amb una capacitat d'emmagatzematge equivalent a la d'un DVD-R, normalment de 4,7 GB (4.700.000.000 bytes). El format va ser desenvolupat per Pioneer el novembre de 1999 i ha estat aprovat pel DVD Forum . El Mini DVD-RW més petit té una capacitat d'1,46 GB, amb un diàmetre de 8 cm.